# Otto Hirschmann
Otto Heinrich Hirschmann (* 14. Januar 1889 in St. Gallen; † 27. April 1962 in Bad Ragaz) war ein schweizerisch-niederländischer Kunsthistoriker und Kunsthändler.
Otto Hirschmann besuchte das Gymnasium in Sankt Gallen und studierte ab 1909 in München, Berlin, Paris und Basel Kunstgeschichte. In Basel wurde er 1913 bei Ernst Heidrich mit einer Arbeit zu Hendrik Goltzius promoviert. Von 1914 bis 1920 war er Assistent von Cornelis Hofstede de Groot in Den Haag und Mitarbeiter an den Bänden 7 bis 10 von dessen Beschreibenden und kritischen Verzeichnis der Werke der hervorragendsten holländischen Maler des 17. Jahrhunderts. Von 1920 bis zu ihrer Schließung 1934 leitete er die Filiale der Berliner Kunsthandlung Galerie Van Diemen & Co. in Den Haag. Danach war er als selbstständiger Kunsthändler tätig.

## Veröffentlichungen (Auswahl)
- Hendrick Goltzius 1558–1617. Leben und graphische Arbeiten. Klinkhardt & Biermann, Leipzig 1914 (Dissertation, Digitalisat).
- Hendrick Goltzius als Maler 1600–1617. Nijhoff, Den Haag 1916.
- Verzeichnis des graphischen Werks von Hendrick Goltzius 1558–1617. Klinkhardt & Biermann, Leipzig 1921 (Digitalisat).